# Tales from the Cryptkeeper
Cuentos del Guardián de la Cripta y conocida en Latinoamérica como Cuentos de la cripta. es una serie de animación estadounidense-canadiense producida por Nelvana Limited para ABC y CBS en los Estados Unidos y YTV y Teletoon en Canadá, basada directamente en Cuentos de la Cripta y de las historietas del autor William Gaines del mismo nombre publicadas por EC Comics. Realizada por Libby Hinson y Ben Joseph.
El espectáculo terminó con la segunda temporada en el año de 1994. Más tarde, en el año de 1999 se unieron PeaceArch Entertainment y kaBOOM! con la ayuda de Warner Bros. Entertainment para revivir la caricatura con nuevos episodios a lo que se conocería como Los Nuevos Cuentos de la Cripta, que no fue muy bien recibida por el público.

## Creación
La idea de la caricatura fue hacer una versión infantil de la serie de HBO, ya que la serie de acción real era realmente dirigida para el público adulto, pero también atraía al público adolescente de aquel entonces, fue cuando a Robert Zemeckis y Joel Silver, junto con Richard Donner, David Giler y Walter Hill, los cuatro productores exclusivos de Cuentos de la Cripta, se les ocurrió realizar una serie animada dirigida para niños como para adolescentes; en donde pensaron en traer de vuelta a John Kassir, el actor de voz del Guardian de la Cripta, ya que pensaron que por su estilo cómico también podría adaptarse a un programa para niños, solo que tendría bromas y ocurrencias más inocentes. Es cuando sin dudarlo, decidieron integrar al Guardián de la Cripta al show.

## Sinopsis
En la primera temporada (1993), los cuentos de terror son narrados en cada episodio por el Guardián de la Cripta, al igual que en la serie de acción real; su narración va a relación con una actividad que está haciendo. Cada cuento lleva un problema principal y al final, hay una lección para el protagonista del episodio como para el televidente. Muchos episodios varían de lecciones, la mayoría iban respecto a las buenas y malas acciones, la toma de decisiones, la unión familiar, la escuela y la precaución. En ocasiones, algunos episodios se toman ligeramente unos cuantos temas serios relacionados con el vandalismo, la violencia y el racismo, explicados a través de una situación paranormal.
En el año de 1994, la caricatura tomó un ligero cambio en el espectáculo, integrando a dos ocurrentes personajes: el Guardián de la Tumba y la Bruja Vieja, quiénes intentaban contar sus propias historias, compitiendo contra el Guardián de la Cripta en diversas situaciones. La segunda temporada se le conoce también, por adaptar algunas historias de los cómics originales de los 50's, pero en un enfoque más infantil. Pero la serie se detuvo a finales de 1994 cuando fue el cambio regulativo de clasificación en las series educativas tanto de Canadá como en los Estados Unidos, así que los productores se negaron al cambio y decidieron cancelarla.
Desde 1996, la serie intento volver a su esencia original, pero debido al cambio de clasificaciones no se podía volver al formato original o al tipo de historias que deseaban escribir. En el año de 1999 revivieron al fin la serie para una tercera temporada llamada Los Nuevos Cuentos de la Cripta, eliminado al Guardián de la Tumba y a la Bruja Vieja; solo contó con 13 episodios. La tercera temporada al ser clasificación TV-Y7, exigía una animación diferente al de las temporadas anteriores, a pesar de ser hecha por los mismos estudios y producidas por los mismos creadores, su animación fue simple junto con historias y guiones con un enfoque moral educativo por las nuevas regulaciones estadounidenses de la época.
- Un psicólogo infantil tuvo que aprobar los guiones para asegurarse de que no fueran demasiado aterradores para los niños. Esto tuvo que ver, también con retirar a la versión de acción real del Guardián de la Cripta.[4]
- Al igual que en la serie de acción real, se pensaba en traer a actores famosos para que fuesen diseñados en dibujos animados y así, para que ellos pudieran darle la voz al personaje que estaría basado en ellos, pero no se pudo porque no alcanzaba suficiente presupuesto para las dos series de Cuentos de la Cripta, además de que el público infantil no le tomaría importancia a los actores estelares.
- En la segunda temporada, los personajes del Guardián de la Tumba y la Bruja Vieja, son personajes basados en los cómics de EC, así como el Guardián de la Cripta es el presentador en los cómics de Cuentos de la Cripta. El Guardián de la Tumba es el presentador en los cómics de Cuentos de Ultratumba y la Bruja Vieja era la presentadora de los cómics de La Búsqueda del Miedo".
- Muchas escenas sangrientas fueron censuradas fuera de Estados Unidos.[4]
- El episodio número 17, número cuatro de la segunda temporada está dedicado a la memoria de Robert Bloch, escritor del género de terror.
- El doblaje de la serie se hizo en dos países las primeras dos temporadas fueron dobladas en Venezuela en el estudio Etcétera Group y la tercera en México en el estudio Sonomex Doblajes. En las primeras dos temporadas dobladas en Venezuela la voz del guardián de la cripta la hizo Armando Volcanes y en la tercera doblada en México la hizo la actriz de doblaje Guadalupe Noel.

## Recepción
La primera temporada a pesar de sus pocos episodios, gozo de una muy buena crítica por parte de los televidentes infantiles como para los veteranos que disfrutaban la serie de acción real, tanto de Canadá como de Estados Unidos y fue bien recibida por parte de la comunidad del cómic, ya que los dibujos, los ambientes y los escenarios de la primera y segunda eran ligeramente parecidos a los cómics de los años 50 publicados por EC Comics.